# ارتم رادچنکو
ارتم رادچنکو (اوکراینی: Артем Олегович Радченко؛ زادهٔ ۲ ژانویهٔ ۱۹۹۵) بازیکن فوتبال اهل اوکراین است.
از باشگاه‌هایی که در آن بازی کرده‌است می‌توان به باشگاه فوتبال هایدوک اسپلیت، باشگاه فوتبال اوورلا اوژهورود، و باشگاه فوتبال متالیست خارکوف اشاره کرد.
وی همچنین در تیم‌های ملی فوتبال Ukraine national under-16 football team, Ukraine national under-17 football team, Ukraine national under-18 football team, Ukraine national under-19 football team، زیر ۲۰ سال اوکراین، زیر ۲۱ سال اوکراین، و Ukraine student football team بازی کرده‌است.